# Bnin (gmina)
Bnin – dawna gmina wiejska istniejąca w latach 1934–1940 w woj. poznańskim (dzisiejsze woj. wielkopolskie). Siedzibą władz gminy był Bnin (do 12 czerwca 1934 miasto, następnie przez półtora miesiąca gmina jednostkowa; z końcem 1960 dzielnica Kórnika).
Gmina zbiorowa Bnin została utworzona 1 sierpnia 1934 roku w powiecie śremskim w woj. poznańskim z dotychczasowych jednostkowych gmin wiejskich: Biernatki, Błażejewko, Błażejewo pod Bninem, Bnin, Czmoń, Czmoniec, Czołowo, Dębiec, Konarskie pod Bninem, Mieczewo, Prusinowo, Radzewo i Trzykolnemłyny oraz z części obszaru dworskiego Prowent. 
27 września 1934 gminę Bnin podzielono na 10 gromad (sołectw): Biernatki, Błażejewko, Bnin, Czmoniec, Czmoń, Czołowo, Dębiec, Mieczewo, Prusinowo i Radzewo
1 października 1939 roku dokonano wymiany niektórych obszarów między gminą Bnin i gminą Kórnik. 
- z gminy Bnin wyłączono i włączono do gminy Kórnik:
  - z gromady Czmoniec – parcele o powierzchni 12,61.55 ha z obrębu Radzewice (enklawa nr 4),
  - z gromady Czmoniec – parcele o powierzchni 2,41.00 ha z obrębu Trzykolnemłyny (enklawa nr 5),
  - z gromady Radzewo – parcele o powierzchni 32,89.57  ha z obrębu Radzewice (enklawa nr 7);
- z gminy Kórnik wyłączono i włączono do gminy Bnin:
  - z gromady Prowent – parcele o powierzchni 5,78.80 ha z obrębu Mieczewo (enklawy nr 23 i 24),
  - z gromady Prowent – parcele o powierzchni 59,42.86 ha z obrębu Mieczewo-Czołowo (enklawa nr 86)[7].

Gmina Bnin pod administracją polską funkcjonowała do września 1939 roku. 26 października 1939, pod okupacją niemiecką, przemianowano ją na Landgemeinde Seebrück. 1 kwietnia 1940 gminę Seebrück zniesiono, włączając jej obszar do gminy Kórnik (Burgstadt, od 18 maja 1943 Burgstadt (Wartheland)-Land). 1 kwietnia 1942 Bnin (Seebrück) i Prowent (Froschweiler) włączono do miasta Kórnika (Burgstadt).
Po wojnie władze polskie gminy Bnin nie reaktywowały, mimo że podziały administracyjne wprowadzone przez okupantów wojennych winny zostać uchylone na mocy dekretu Polskiego Komitetu Wyzwolenia Narodowego z sierpnia 1944. Wyłączono jednak z Kórnika wsie Bnin i Prowent, które odtąd funkcjonowały jako jedna gromada  – obok dziewięciu pozostałych gromad dawnej gminy Bnin – w gminie Kórnik, aż do jej zniesienia jesienią 1954. Następnie obszar dawnej gminy Bnin podzielono między gromady: Bnin (istniała do końca 1959), Czmoń (istniała do końca 1959) i Rogalin (istniała do połowy 1968).